# محلول فاولر
محلول فاولر (بالإنجليزية: Fowler's solution)‏ هو محلول يحتوي على زرنيخيت البوتاسيوم (KAsO2) بنسبة 1% كان يستعل علاجا مقويا.
يعد الطبيب الإنجليزي توماس فاولر (1736–1801) أول من اقترحه عام 1786. كما كان محلول فاولر علاجا لابيضاض الدم.
في عام 1905، قل الاهتمام بالزرنيخيتات اللاعضوية لصالح الزرنيخيتات العضوية مثل الأتوكسيل.
يعرف عن مركبات الزرنيخ بأنها سامة ومسرطنة، وأنها قد تسبب أعراضا جانبية مثل تشمع الكبد وفرط ضغط الدم البابي مجهول السبب وسرطان المثانة وسرطان الجلد لذلك ترك استخدام محلول فاولر.
وفي عام 2001، أقرت إدارة الغذاء والدواء الأمريكية استعمال أكسيد الزرنيخ الثلاثي في علاج لوكيميا حادة بخلايا النخاع الخديج، فعاد الاهتمام بأملاح الزرنيخ.